# Endiandra anthropophagorum
Endiandra anthropophagorum là loài thực vật có hoa trong họ Nguyệt quế. Loài này được Domin miêu tả khoa học đầu tiên năm 1925.